# Virgilio Maroso
Virgilio Maroso (ur. 26 czerwca 1925 w Marostice, zm. 4 maja 1949) – włoski piłkarz, występujący na pozycji obrońcy. Brat piłkarza, trenera i działacza sportowego Pietra Marosa oraz kuzyn szwajcarskiego piłkarza i trenera Severina Minellego
Z zespołem AC Torino czterokrotnie zdobył mistrzostwo Włoch (1946, 1947, 1948, 1949). W latach 1945–1949 rozegrał 7 meczów i strzelił 1 gola w reprezentacji Włoch.
Zginął w katastrofie lotniczej na wzgórzu Superga.